# Julio César Murillo Gutiérrez
Julio César Murillo (Bogotá, 14 de septiembre de 1987) es un futbolista colombiano. Juega como defensa.

## Clubes
| Club                              | País           | Año         |
| --------------------------------- | -------------- | ----------- |
| Millonarios                       | Colombia       | 2005 - 2006 |
| Girardot F.C.                     | Colombia       | 2007 - 2008 |
| Municipal de Cañar                | Ecuador        | 2008        |
| Expreso Rojo                      | Colombia       | 2009        |
| Deportivo Azogues                 | Ecuador        | 2010 - 2011 |
| Club Deportivo la Equidad Seguros | Colombia       | 2012        |
| Tigres F.C                        | Colombia       | 2012 - 2013 |
| Miami Fusion                      | Estados Unidos | 2015        |